# Liste von Kunstwerken im öffentlichen Raum in Nordrhein-Westfalen

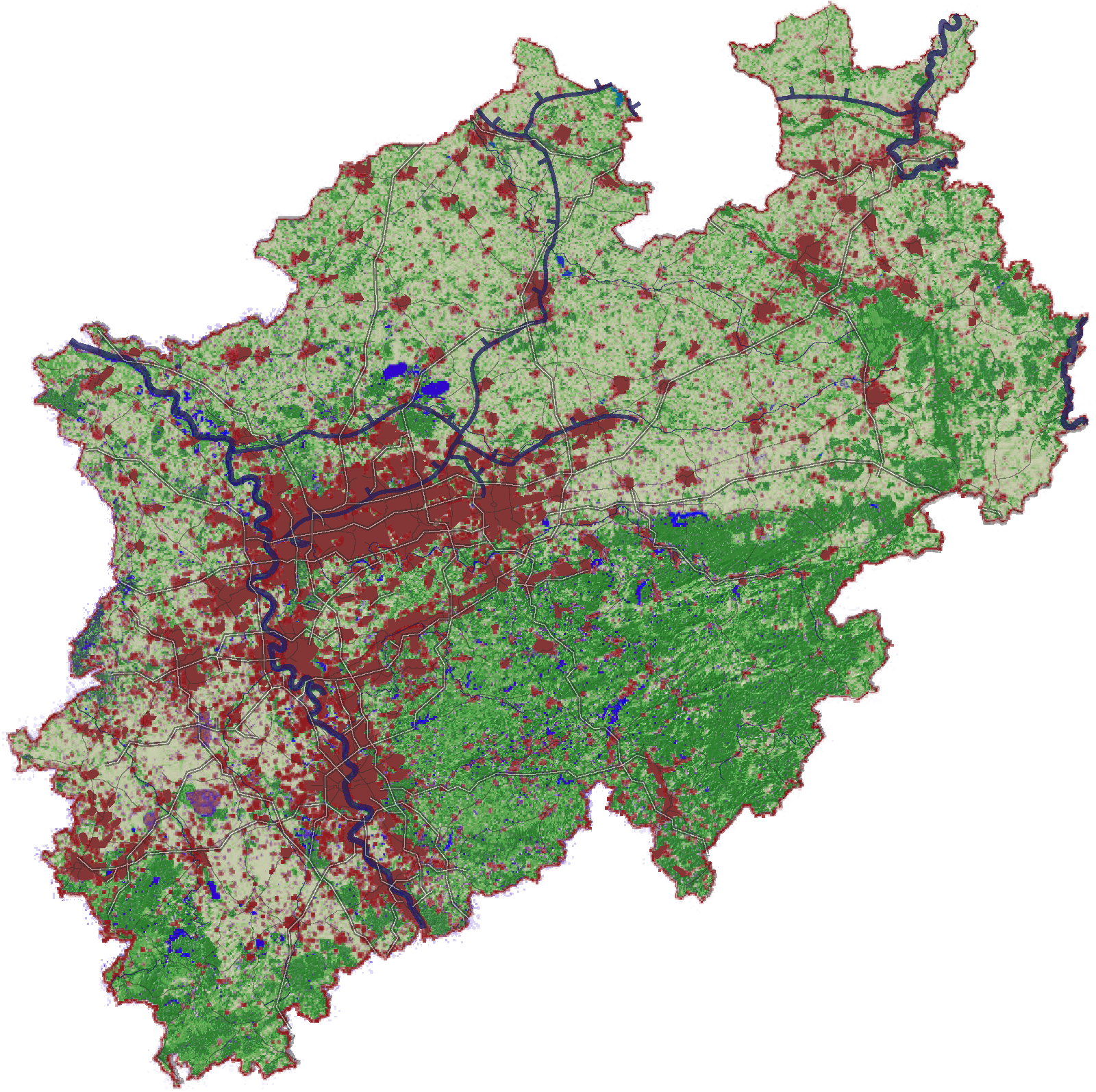
Nordrhein-Westfalen

Die Liste von Kunstwerken im öffentlichen Raum in Nordrhein-Westfalen gibt einen Überblick über Kunst im öffentlichen Raum in Nordrhein-Westfalen, unter anderem Skulpturen, Plastiken, Landmarken und andere Kunstwerke. Es besteht kein Anspruch auf Vollständigkeit.

## Übersicht
- Städteregion Aachen
- Bielefeld
- Bochum (zusätzlich: Brunnen)
- Bonn (einschließlich Ehrentafeln)
- Kreis Borken
- Bottrop
- Kreis Coesfeld
- Dortmund
- Duisburg
- Kreis Düren
- Düsseldorf
- Ennepe-Ruhr-Kreis
- Essen
- Kreis Euskirchen
- Gelsenkirchen
- Kreis Gütersloh
- Hagen
- Hamm
- Kreis Heinsberg
- Kreis Herford
- Herne
- Hochsauerlandkreis
- Kreis Höxter
- Kreis Kleve
- Köln
- Krefeld
- Leverkusen
- Kreis Lippe
- Märkischer Kreis
- Kreis Mettmann
- Kreis Minden-Lübbecke
- Mönchengladbach
- Mülheim an der Ruhr
- Münster
- Oberbergischer Kreis
- Oberhausen
- Kreis Olpe
- Kreis Paderborn
- Kreis Recklinghausen
- Remscheid
- Rhein-Erft-Kreis
- Rheinisch-Bergischer Kreis
- Rhein-Kreis Neuss
- Rhein-Sieg-Kreis
- Kreis Siegen-Wittgenstein
- Kreis Soest
- Solingen
- Kreis Steinfurt
- Kreis Unna
- Kreis Viersen
- Kreis Warendorf
- Kreis Wesel
- Wuppertal (zusätzlich: Brunnen)